# ارنا (نقده)
ارنا یک منطقهٔ مسکونی در ایران است که در دهستان سلدوز واقع شده‌است. براساس سرشماری مرکز آمار ایران در سال ۱۳۹۵، ارنا ۲۵۹ نفر جمعیت دارد.